# Mount Shackleton
Mount Shackleton – góra na Graham Coast w zachodniej części Ziemi Grahama na Półwyspie Antarktycznym.

## Nazwa
Obiekt został początkowo nazwany Mont du Milieu (Middle Mount, Middle Mountain), a następnie przemianowany na Mount Shackleton na cześć polarnika Ernesta Shackletona (1874–1922) . 

## Geografia
Góra na Graham Coast w zachodniej części Ziemi Grahama na Półwyspie Antarktycznym, wznosząca się na 1465 m . Leży między lodowcami Leay Glacier (na północy ) i Wiggins Glacier (na południu ), ok. 4,5 km na wschód od Chaigneau Peak . 

## Historia
Mount Shackleton została odkryta przez francuską ekspedycję antarktyczną (1908–1910) pod kierownictwem Jeana-Baptiste Charcota (1867–1936)  i pobieżnie zmapowana w 1909 roku .
Pierwszego wejścia na szczyt dokonali Bob Lewis, Graham Grimshaw i Brian Porter 17 października 1962 roku .